# Michail Balandin
Michail Jurjevitj Balandin (ryska: Михаил Юрьевич Баландин), född 28 juli 1980 i Lipetsk, Ryska SSR, Sovjetunionen, död 7 september 2011 utanför Jaroslavl, Ryssland, var en rysk professionell ishockeyspelare, som senast spelade för Lokomotiv Jaroslavl i KHL. 
Balandin började sin karriär i Lokomotiv Jaroslavls ungdomsverksamhet. Han vann silver med Ryssland vid Juniorvärldsmästerskapet i Sverige 2000, efter detta spelade han inte fler matcher för Ryssland. Han spelade för en rad ryska klubbar; Salavat Julajev Ufa, HK Lada Togliatti, CSKA Moskva, Atlant Mytisjtji och Dynamo Moskva, men återvände till sin barndomsklubb inför KHL-säsongen 2011-12.

## Död
Balandin var den 7 september 2011 ombord på ett passagerarflygplan som kraschade i staden Jaroslavl klockan 16:05 MSK under en flygning mellan Yaroslavl-Tunoshna Airport (IAR) och Minsk-1 International Airport (MHP). Hans lag Lokomotiv Jaroslavl var på väg till en bortamatch i Minsk. Efter att planet lyfte från flygplatsen kunde det inte nå tillräckligt hög höjd och kraschade in i en ledning innan det störtade i floden Volga.